# Bobrowniki (gromada w powiecie tarnogórskim)
Bobrowniki – dawna gromada, czyli najmniejsza jednostka podziału terytorialnego Polskiej Rzeczypospolitej Ludowej w latach 1954–1972.
Gromady, z gromadzkimi radami narodowymi (GRN) jako organami władzy najniższego stopnia na wsi, funkcjonowały od reformy reorganizującej administrację wiejską przeprowadzonej jesienią 1954 do momentu ich zniesienia z dniem 1 stycznia 1973, tym samym wypierając organizację gminną w latach 1954–1972.
Gromadę Bobrowniki z siedzibą GRN w Bobrownikach (obecnie część dzielnicy Tarnowskich Gór o nazwie Bobrowniki Śląskie-Piekary Rudne) utworzono – jako jedną z 8759 gromad na obszarze Polski – w powiecie tarnogórskim w woj. stalinogrodzkim, na mocy uchwały nr 23/54 WRN w Stalinogrodzie z dnia 5 października 1954. W skład jednostki weszły obszary dotychczasowych gromad Piekary Rudne i Bobrowniki (z wyłączeniem kolonii Blachówka i Łazanówka o łącznej powierzchni 332,75 ha oraz z wyłączeniem parceli nr kat. 519/18 z karty 3) ze zniesionej gminy Bobrowniki w tymże powiecie. Dla gromady ustalono 27 członków gromadzkiej rady narodowej.
20 grudnia 1956 województwo stalinogrodzkie przemianowano (z powrotem) na katowickie.
31 grudnia 1964 do gromady Bobrowniki włączono niektóre parcele z obrębu katastralnego Radzionków z miasta Radzionków w tymże powiecie.
Gromada przetrwała do końca 1972 roku, czyli do kolejnej reformy gminnej.